# Mehringplatz
Ej att förväxla med torget Franz-Mehring-Platz, som också ligger i Berlin i stadsdelen Friedrichshain.
Mehringplatz, 1815-1946 kallat Belle-Alliance-Platz, är ett torg i Berlin i Tyskland, beläget i stadsdelen Kreuzberg vid södra änden av Friedrichstrasse. Torget anlades på 1700-talet innanför den dåvarande södra stadstullen, Hallesches Tor, vilket fortfarande också är namnet på tunnelbanestationen som ligger här. Torget var ursprungligen en viktig trafikknutpunkt men är idag bilfritt och centrum för ett hyreshusområde uppfört på 1960- och 1970-talen, sedan större delen av bebyggelsen förstörts under andra världskriget.

## Historia

### Fram till 1945

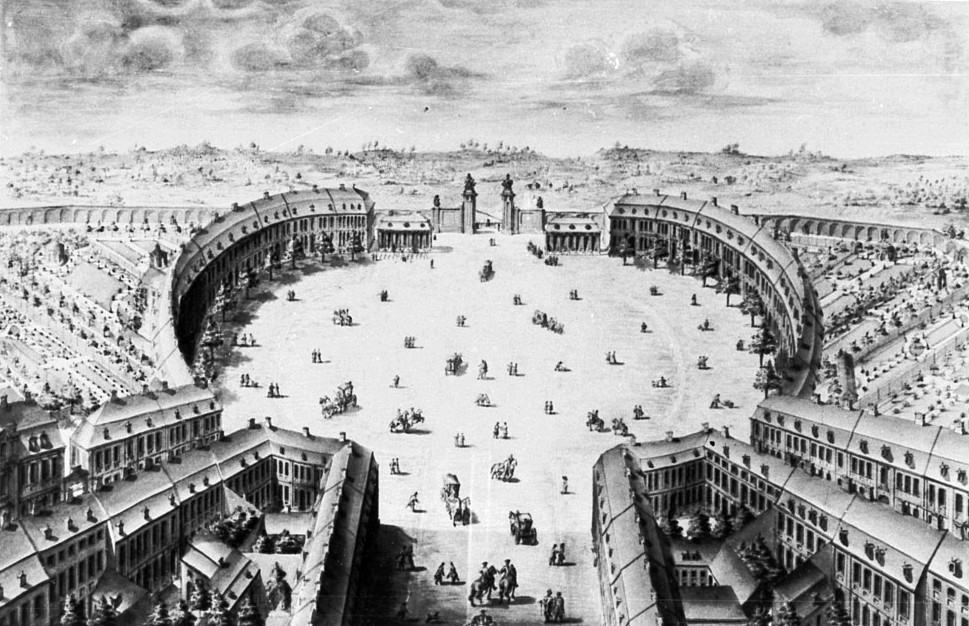
När det cirkelformade torget Das Rondell anlades på 1730-talet låg det vid stadsgränsen innanför porten Hallesches Tor i Berlins tullmur.

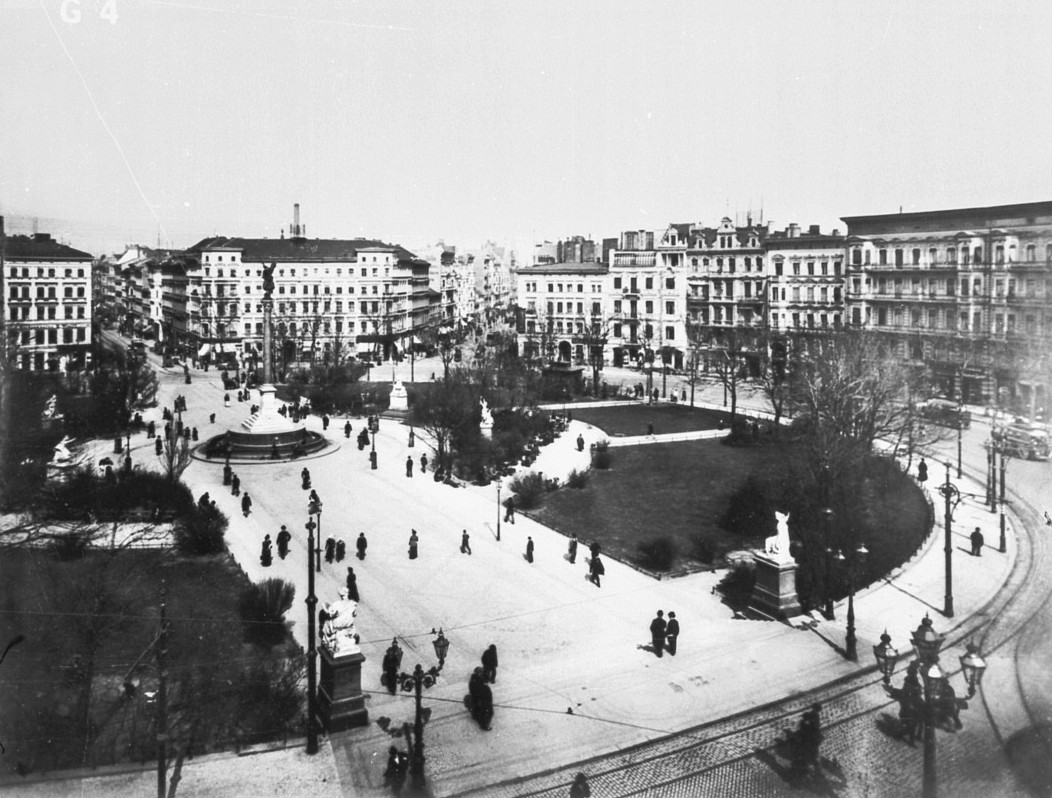
Dåvarande Belle-Alliance-Platz omkring år 1900, vy mot nordost.

Torget anlades ursprungligen åren 1732-1734 under kung Fredrik Vilhelm I:s regeringstid, i södra änden av den då nya stadsdelen Friedrichstadt, i samband med en större utvidgning av staden Berlin åt väster och söder under den kungliga arkitekten Philipp Gerlachs ledning. Det runda torget avslutade de nord-sydliga huvudgatorna Friedrichstrasse, Wilhelmstrasse och Lindenstrasse söderut, innanför tullporten i Berlins tullmur, Hallesches Tor. Torgen Pariser Platz och Leipziger Platz anlades vid samma tid och de tre torgen gavs olika geometriska former; Mehringplatz fick en rund form och kallades därför fram till 1815 Das Rondell. Detta år döptes torget om till Belle-Alliance-Platz, efter segern i slaget vid Waterloo, som i Preussen vid denna tid benämndes slaget vid Belle-Alliance efter en ort nära Waterloo i dagens Belgien. Under mitten och slutet av 1800-talet utsmyckades torget med en central park och flera skulpturer, dominerade av en central kolonn meden skulptur av segergudinnan Victoria utförd av Christian Daniel Rauch. Omkring 1870 revs tullporten och kvarteren runt torget bebyggdes i Gründerzeit-stil, men platsen fortsatte att vara känd som Hallesches Tor vilket också blev namnet på tunnelbanestationen som byggdes 1902.

### Andra världskriget och efterkrigshistoria
Kvarteren runt torget bombades och förstördes i ett stort amerikanskt bombangrepp 3 februari 1945 i slutfasen av andra världskriget. Efter kriget låg torget i den amerikanska ockupationssektorn i Västberlin, och döptes 1946 om till Franz-Mehring-Platz efter Franz Mehring. 1947 förkortades namnet till dagens Mehringplatz. Platsen låg under 1950-talet till större delen i ruiner; endast den centrala parken med kolonnen och skulpturerna återstår av 1800-talets bebyggelse. I samband med de stora sociala lägenhetsbyggprojekten i Västberlin under 1960- och 1970-talen bebyggdes kvarteren runt torget med modernistiska lägenhetskomplex. Den runda formen på det centrala torget bevarades, men trafiken leddes om via Wilhelmstrasse väster om torget så att torget fick karaktären av ett kvarterscentrum för fotgängare. En öppning i den södra husfasaden symboliserar den gamla tullporten.

## Angränsande gator
- Friedrichstrasse
- Mehringdamm
- Wilhelmstrasse